# Турулунг
Турулунг (рум. Turulung) — село у повіті Сату-Маре в Румунії. Адміністративний центр комуни Турулунг.
Село розташоване на відстані 452 км на північний захід від Бухареста, 21 км на північний схід від Сату-Маре, 134 км на північ від Клуж-Напоки.

## Населення
За даними перепису населення 2002 року у селі проживала 2431 особа.
Національний склад населення села:
| Національність | Кількість осіб | Відсоток |
| -------------- | -------------- | -------- |
| угорці         | 1902           | 78,2%    |
| цигани         | 350            | 14,4%    |
| німці          | 136            | 5,6%     |
| румуни         | 42             | 1,7%     |

Рідною мовою назвали:
| Мова      | Кількість осіб | Відсоток |
| --------- | -------------- | -------- |
| угорська  | 2387           | 98,2%    |
| румунська | 36             | 1,5%     |
| німецька  | 6              | 0,2%     |